# Blossom, Texas
Blossom là một thành phố thuộc quận Lamar, tiểu bang Texas, Hoa Kỳ. Năm 2010, dân số của xã này là 1494 người.

## Dân số
- Dân số năm 2000: 1439 người.
- Dân số năm 2010: 1494 người.